# Ankarapithecus
Ankarapithecus è un genere fossile appartenente alla famiglia Hominidae, sottofamiglia Ponginae proposto nel 1957 dal paleontologo turco Fikret Ozansoy sulla base di un frammento di mandibola da lui stesso rinvenuto nel 1955.
Al 2013 a questo genere è assegnata una sola specie, Ankarapithecus meteai.

## Descrizione
Questo primate doveva essere piuttosto simile a un'attuale scimmia antropomorfa; in particolare, le dimensioni richiamavano quelle del bonobo (Pan paniscus), anche se di poco inferiori. Il peso doveva aggirarsi tra i 23 e i 30 chilogrammi. Il cranio era dotato di grandi orbite circolari, più simili a quelle degli scimpanzé e degli ominoidi africani estinti (come Proconsul) che a quelle degli asiatici orangutan e gli estinti Sivapithecus. La regione interorbitale, però, ricordava questi ultimi. Ankarapithecus possedeva un potente apparato masticatorio, e anche la dentatura era robusta: gli incisivi centrali erano grandi e i canini piccoli, mentre i molari erano ricoperti da uno spesso strato di smalto. 

## Olotipo
L'olotipo è rappresentato dal frammento di mandibola di un individuo di sesso maschile (sigla: MTA 2124) rinvenuto nel 1955 da Ozasoy ed attualmente conservato presso il museo Maden Tetkik ve Arama Enstitusu di Ankara.
Ozansoy descrisse in dettaglio l'anatomia della mandibola e dei denti che rappresentano l'olotipo, evidenziando le analogie e le differenze nella dimensione e morfologia dei denti rispetto ad altri ominidi sia fossili che viventi.

## Breve inquadramento della zona del ritrovamento
La zona del ritrovamento, il monte Sinap, è stata brevemente inquadrata da Ozansoy nel 1955. Ozansoy distingue originariamente nell'ambito della serie del Sinap due diversi livelli: il Sinap superiore ed il Sinap inferiore, ulteriormente suddiviso in quattro strati. 
La mandibola su cui Ozansoy baserà il genere Ankarapithecus è stato rinvenuta nello strato ‘c’ del Sinap inferiore. Successivamente lo stesso Ozansoy assegna questo strato al Sinap medio.
La formazione Sinap è stata datata a circa 10 Ma. In base a questa datazione è possibile affermare che Ankarapithecus è praticamente contemporaneo a Dryopithecus e Sivapithecus. 
La regione della formazione Sinap all'epoca di Ankarapithecus doveva essere, sulla base dei reperti fossili rinvenuti, una savana boscosa calda. La presenza di un ominoide in questo tipo di ambiente è di estremo interesse.

## Reperti noti
All'olotipo si sono oggi aggiunti nel tempo altri reperti, tutti rinvenuti nella zona originale. Nel 1980 è stato rinvenuto il reperto siglato MTA 2125, comprendente un palato completo e buona parte della faccia; in particolare sono preservate le regioni nasale e zigomatica e parte dell'orbita destra. 
Di grande interesse, per la maggiore completezza, il reperto siglato AS 500 rinvenuto nel 1996. AS 500 conserva buona parte della faccia e la mandibola di un individuo di sesso femminile con M3s completamente emersi. La mandibola è stata rinvenuta circa 20 cm sotto il cranio: sebbene non fosse articolata con quest'ultimo il ritrovamento al medesimo livello stratigrafico, le dimensioni e le caratteristiche dei denti suggeriscono l'appartenenza al medesimo individuo. La faccia comprende buona parte dei premascellari, della mascella, delle ossa zigomatiche, lacrimali e nasali oltre che porzioni dello sfenoide, dei palatini e del frontale, incluso una porzione della linea temporale destra.
In funzione delle dimensioni delle orbite il peso di questo individuo è compreso tra 23 e 29 kg (rispettivamente in funzione dell'altezza e della larghezza delle orbite), valore confrontabile con quello delle femmine di bonobo.

## Autonomia del genere
L'autonomia del genere Ankarapithecus rispetto a Sivapithecus è stata oggetto di un lungo dibattito. Diversi autori hanno infatti considerato in passato Ankaropithecus meteai come semplice sinonimo di Sivapithecus indicus oppure lo hanno descritto come Sivapithecus metaei, riconducendo alla sua variabilità anche i reperti greci assegnati a Ouranopithecus macedonensis.
L'attento studio comparato dell'anatomia dei reperti di Ankarapithecus noti al 1996 (ovvero l'olotipo e MTA 2125) ha permesso nel 1998 agli antropologi David R. Begun ed Erksin Güleḉ di determinare l'indipendenza a livello generico di Ankarapithecus, proposta sistematica che ha trovato verifica nello studio dei reperti trovati successivamente.

## Filogenesi
Le caratteristiche dei resti ossei disponibili suggeriscono una affinità con l'orango.